# Església vella de la Molsosa
L'església vella de la Molsosa és una església de la Molsosa (Solsonès) inclosa a l'Inventari del Patrimoni Arquitectònic de Catalunya.

## Situació
L'església s'aixeca dalt del turó que domina des de llevant els plans de la Molsosa, sota mateix de les restes de l'antic castell.
Per anar-hi cal prendre la carretera asfaltada que surt del km. 8,2 de la carretera de Calaf a Vallmanya (41° 46′ 36″ N, 1° 30′ 36″ E / 41.776746°N,1.509979°E) en direcció a la Molsosa i Castelltallat. Està indicat. Als 5,8 km. (41° 47′ 36″ N, 1° 33′ 39″ E / 41.793221°N,1.560964°E), després d'haver passat el brancal que baixa a la Molsosa, es pren el desviament senyalat a "l'Església Vella i Vila-seca". A partir d'aquí, als 900 metres, es deixa la pista principal i s'agafa la que puja, a l'esquerra, cap a llevant, durant 300 metres més, prenent a continuació la que es deriva cap al sud, a la dreta, fins a arribar al peu d'un dipòsit d'aigua. Per un sender es puja a l'església.

## Descripció

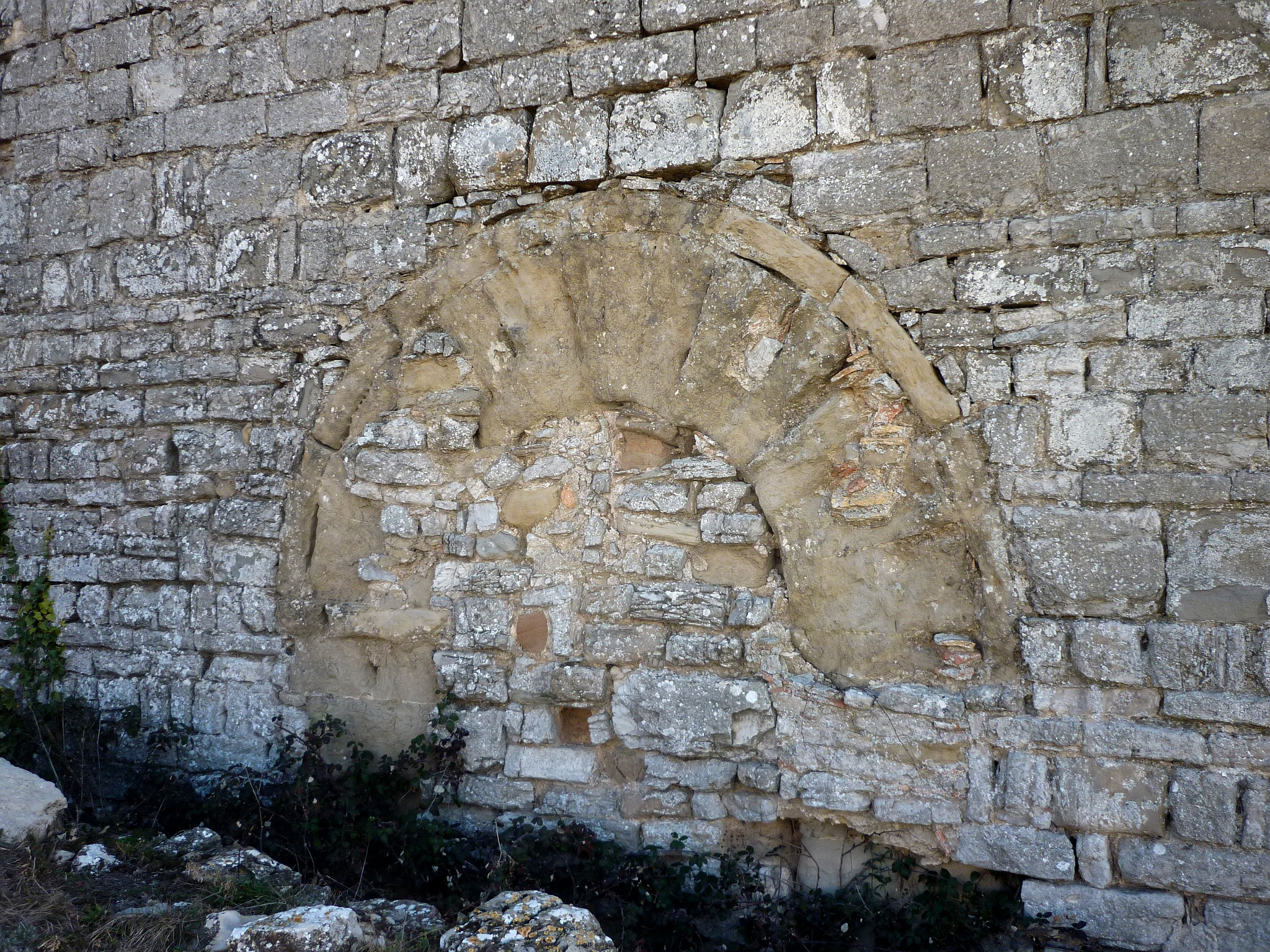
Antiga porta

Del primitiu edifici del segle xii només en resta la nau de l'església, un absis i l'antiga porta, actualment tapiada. De les modificacions dels segles XVII i XVIII es conserven les capelles laterals, la nova porta i la torre del campanar, de planta quadrada, situada a l'angle sud-oest de l'església.

## Història
Segons reconeix el 1108 el bisbe de Vic, Arnau de Malla, la parròquia de Santa Maria de La Molsosa, dependent del monestir canonical de Sant Vicenç de Cardona, fou renovada a principis del segle xii i consagrada pel bisbe Berenguer de Barcelona (1100-1106), amb l'autorització dels canonges de Vic.
Actualment es troba ben restaurada. El culte fou traslladat a l'església nova, construïda entre els anys 1925 i 1952 per l'arquitecte Enric Sagnier, prop de la casa La Passada